# Вукотич, Василия
Василия Вукотич (серб. Василија Вукотић; 1897, Чево — 20 ноября 1977, Белград) — дочь генерала армии Черногории Янко Вукотича, участница обеих Балканских войн и Первой мировой войны, сражавшаяся в армии Черногории. Была единственной женщиной, участвовавшей в битве при Мойковаце.

## Детство и юность
Родилась в 1897 году в Чево в известной семье Вукотичей. Её отец, Янко Вукотич, служил в черногорской армии и находился в родстве с королевским домом Петровичей-Негошей. Происхождение помогло ей поступить в Русский институт в Цетине, основанный русской императрицей Марией Фёдоровной, женой императора Александра III Александровича. Она изучила сербский, русский и французский языки как одна из ста лучших девушек Черногории, собиралась стать воспитательницей. Однако её мирную жизнь прервала война.

## Войны
8 октября 1912 года Королевство Черногория объявило войну Османской империи, чем и начала Первую Балканскую войну. Воспитанная в патриотическом духе 15-летняя Василия вместе со своей матерью Милицей отправилась на фронт работать сестрой милосердия. С первых дней войны она участвовала во всех важных битвах, следуя за своим отцом. Также она прошла и Вторую Балканскую войну. У Василии был также младший брат Вукашин, который по возрасту не подходил для воинской службы. Ему было 12 лет, когда началась Первая мировая война.
Отец назначил Василию снова в санитарные части ордонансом. Лепа Гагуна, как он её называл, лично передавала его приказы и распоряжения подчинённым воинским частям и командирам. О ней солдаты отзывались лестно, отмечая не только её благородное происхождение, но и отвагу и храбрость. Вместе с ними она участвовала в битве при Мойковаце, в которой черногорские солдаты прикрывали отступление сербской армии к Северной Албании. Василия после войны писала следующее:

Если бы не было этого кровавого Рождества на Мойковаце, не было бы и Воскресения на Каймакчалане. И если бы черногорские орлы, молодые люди, которые мгновенно презирали смерти, своими грудями не закрыли мойковацкие врата и не позволили бы тем самым врагу ударить сербскому войску в бок и в спину, возможно, судьба сербства была бы навек запечатана.
Оригинальный текст (серб.)Да није било оног крвавог Божића на Мојковцу, не би било ни Васкрса на Кајмакчалану. Да црногорски орлови, они млади људи, који у трену презреше смрт, својим грудима не затворише мојковачка врата и тако не дозволише непријатељу да се јави Српској војсци у бок и позадину, можда би судбина Српства била заувек запечаћена...

## Послевоенные годы
После капитуляции Черногории многие солдаты попали в плен. Василия вышла замуж за доктора Ника Мартиновича, лекаря из Никшича. С его помощью она составляла свои военные заметки. Однако и после освобождения Черногории и образования Королевства сербов, хорватов и словенцев полностью мир не наступил: многие противники присоединения Черногории ушли в леса, откуда совершали свои вылазки и нападали на высокопоставленных граждан. В 1926 году в Никшиче Ник Мартинович погиб от руки одного такого повстанца, Душана Рогановича. Таким образом, Василия стала вдовой, но призвала отомстить убийце мужа, пообещав 50 тысяч динаров тому, кто убьёт Рогановича, и 100 тысяч динаров тому, кто возьмёт его живым. Родственники Янко Вукотича дополнительно обещали награду в 30 тысяч динаров, также 50 тысяч динаров обещал Мусульманский банк Мостара как пострадавший от рук банды Рогановича. В 1927 году Душан Роганович был убит в результате засады.
Спустя несколько лет Василия вышла замуж за генерала Блажу Врбицу. Они жили некоторое время в Крагуеваце, где Василия возглавляла женское общество имени княгини Зорки, а также работала в различных благотворительных организациях и помогала гуманитарными миссиям. Позднее она переехала в Белград. После его кончины проживала в одиночестве в Белграде в доме 11 по улице Матери Ефросимы. Хотя она знала в совершенстве русский и французский языки, Василия не работала нигде.
20 ноября 1977 года Василия Вукотич скончалась на 81-м году жизни и была похоронена в родовом склепе на Новом кладбище Белграда. Прямых потомков она не оставила. Её брат капитан Вукашин Вукотич стал адъютантом короля Александра I Карагеоргиевича. Несмотря на то, что она не была на Салоникском фронте, историк Антоние Джурич внёс её рассказы в книгу «Солунские жёны говорят» в связи с важностью битвы при Мойковаце для сербского войска.

## Память
- В декабре 2014 года в историческом музее Сербии состоялась монодрама «Стальные воины — женщины-добровольцы в Первой мировой войне» (серб. Челичне ратнице - Жене добровољци у Првом светском рату) в рамках программы «Сербия-2014». В монодраме была показана роль женщины в Первой мировой войне как солдата, санитарки или сотрудницы гуманитарной миссии; среди упомянутых историй была и история Василии Вукотич[7]. Постановщиком монодрамы была Елена Мила, текст был создан на основе оригинальных записей, цитат и выдержек из биографий воинов[8].
- Елена Мила также является автором монодрамы «Девочка-герой» (серб. Јунак ђевојка), в которой представила образ Василии Вукотич[9].